# István Avar
István Avar (Arad (Romênia), 28 de maio de 1905 - 26 de junho de 1992) foi um futebolista e treinador húngaro-romeno, de origem alemã, Ele jogou pelas seleções da Romênia e da Hungria.

## Carreira
István Avar fez parte do elenco da Seleção Húngara de Futebol das Copas do Mundo de 1934 com uma presença contra a Áustria.